# Конституційний референдум в Ірані (грудень 1979)
Конституційний референдум 1979 в Ірані відбувся 2 і 3 грудня 1979. У бюлетень для голосування було внесено одне питання — «Чи підтримуєте Ви нову Ісламську конституцію?»
Явка склала 71,6 %, з числа, що взяли участь у голосуванні, 99,5 % висловилися «за».
| Варіант відповіді      | Число голосів | %    |
| ---------------------- | ------------- | ---- |
| За                     | 15 680 218    | 99,5 |
| Проти                  | 78 516        | 0,5  |
| Недійсні бюлетені      | 111           | -    |
| Всього                 | 15 758 956    | 100  |
| Джерело: Nohlen et al. |               |      |